# Ohmativ, Jașkiv
Ohmativ (în ucraineană Охматів) este o comună în raionul Jașkiv, regiunea Cerkasî, Ucraina, formată numai din satul de reședință.

## Demografie
Componența lingvistică a comunei Ohmativ
     Ucraineană (97,83%)
     Rusă (1,14%)
     Alte limbi (0,8%)
Conform recensământului din 2001, majoritatea populației comunei Ohmativ era vorbitoare de ucraineană (97,83%), existând în minoritate și vorbitori de rusă (1,14%).